# Diego Vilchumlay
Diego Vilchumlay (año desconocido - 1566) fue un curaca cañari, más tarde militar al servicio del imperio español.
Se convirtió en el primer líder nativo del imperio incaico en recibir y entablar alianza con Francisco Pizarro, a quien puso en contacto con las diferentes etnias y tribus que se volverían sus mayores aliadas, de manera que pueden atribuírsele los cimientos de la conquista española.

## Biografía
Vilchumlay era curaca de Gualaceo, desde había asistido a las campañas de castigo del Emperador Atahualpa contra las provincias cañaris por haber apoyado a su hermano Huáscar, legítimo heredero del emperador Huayna Cápac. En 1532, el deseo de liberarse de la brutalidad atahualpista y de vengarse por los agravios recibidos llevó a Vilchumlay y a los suyos a recibir en Tumbes a los conquistadores españoles de Pizarro, de quien había tenido noticia desde su segundo viaje al Perú en 1526. Con los líderes cañaris al lado, Pizarro inició su marcha al interior del imperio incaico, culminando en la captura de Atahualpa en Cajamarca, que Vilchumlay probablemente presenció.
Pizarro envió a Vilchumlay con Sebastián de Belalcázar a asegurar el puerto de San Miguel de Piura, donde había dejado a 40 enfermos y heridos a la espera de refuerzos llegados de Nicaragua. El conquistador extremeño se encontraba también en la necesidad de contactar con ellos para evitar que se desbandasen y comenzasen operaciones sin autorizar por su cuenta. Mientras tanto, Pizarro continuó hacia Cuzco, donde fue recibido también por el otro gran notable cañari de la conquista, Chilche. Merced a los contactos hispano-cañaris establecidos por Vilchumlay, Chilche se incorporó a la hueste de Pizarro y, bautizándose con su nombre, se convirtió en su consejero, guardaespaldas y campeón. Vilchumlay se convirtió también al cristianismo añadiendo a su nombre el de Diego.
Diego Vilchumlay combatió al lado de los hispánicos durante la conquista de los territorios sostenidos por antiguos generales de Atahualpa, como Lita y Quilca, y más tarde cobró un papel destacado durante la sublevación antihispánica de Manco Inca. El lugarteniente de Manco, Quizu Yupanqui, puso sitio a Lima en agosto de 1536, a lo que Diego de Sandoval y Vilchumlay respondieron movilizando un ejército cañari para ir al rescate de la ciudad. La sola noticia de su llegada fue sufuciente para que Yupanqui levantara el cerco. En algún momento posterior, Vilchumlay y los suyos sirvieron también contra los saraguros de Loja y en la conquista de Carumas. En 1554 estaba también entre los capitanes cañaris reunidos por Rodrigo de Salazar.
Conservó gran importancia durante el gobierno hispánico, incluso tras los inevitables cambios traídos por la administración. Recibió como recompensa por servicios las reparticiones de El Pan, Toctesí y Hazmal, y su nombre se recoge en los documentos fundacionales de Cuenca, en el antiguo núcleo cañari de Tomebamba y cerca de sus propios dominios. Vilchumlay murió en 1666, siendo sucedido al cargo de sus dominios por su hijo Francisco Ymbay.